# Cacatoès de Baudin
Zanda baudinii
Espèce
Statut de conservation UICN

 CR A2bcde+3cde+4bcde : 
En danger critique
Statut CITES
Le Cacatoès de Baudin (Zanda baudinii) est une espèce d'oiseaux appartenant à la famille des Cacatuidae. Son nom commémore Nicolas Baudin (1754-1803).

## Description

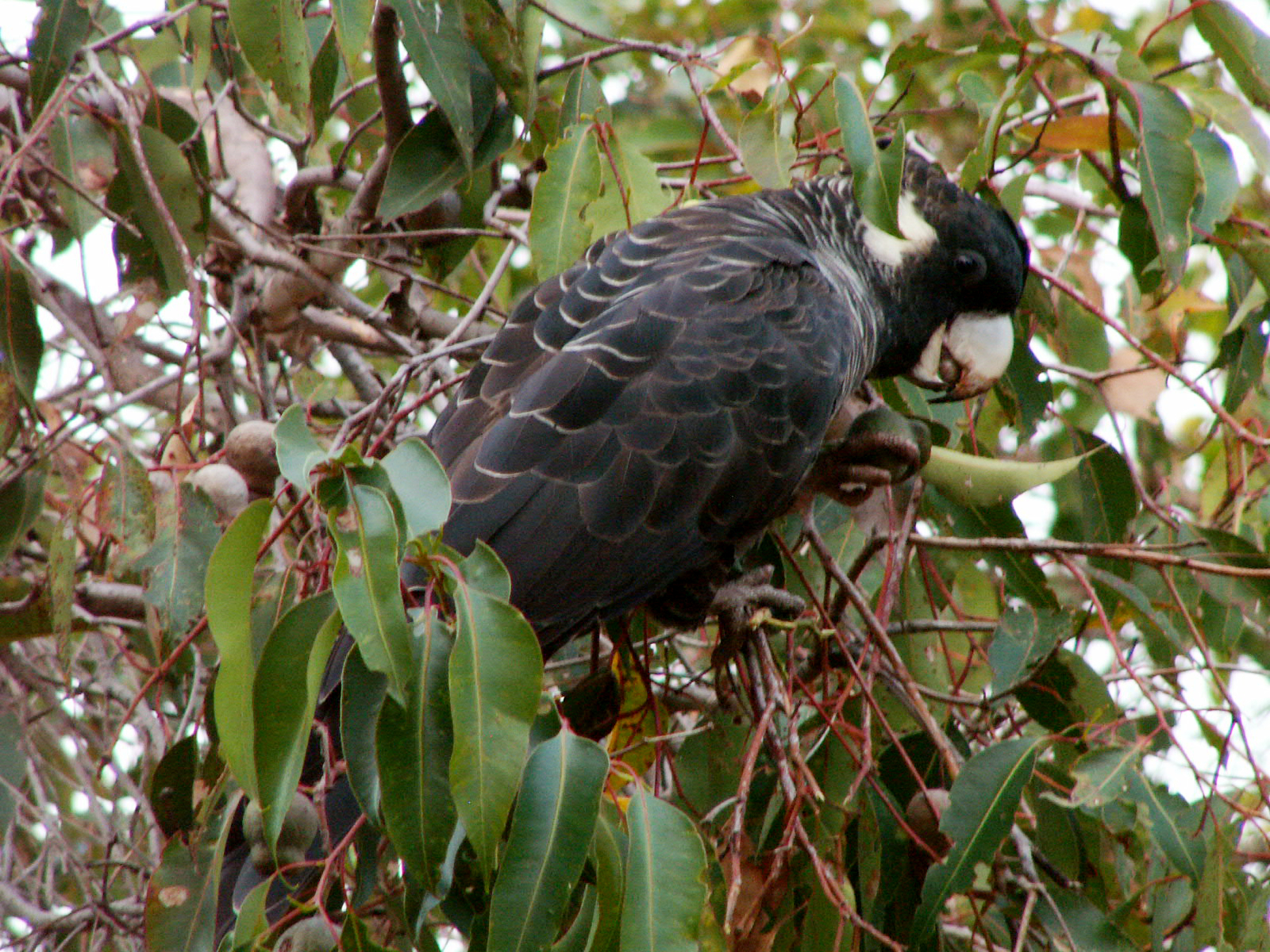
Une femelle.

Cet oiseau mesure 60 à 65 cm pour une masse de 650 à 800 g. Le plumage présente une dominante noire.
Le dimorphisme sexuel est très net : le mâle a le bec noir, les cercles oculaires rosés et les taches auriculaires grisâtres tandis que la femelle a le bec corne clair, les cercles oculaires grisâtres et les taches auriculaires blanc pur.
L'immature ressemble à la femelle.

## Répartition

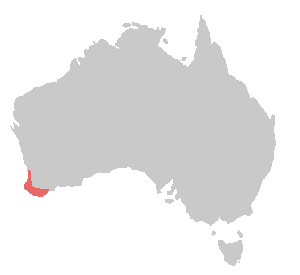
Répartition de l'espèce.

Cet oiseau peuple le sud-ouest de l'Australie.

## Reproduction
La femelle pond un ou deux œufs. L'incubation dure 29 jours. Les jeunes demeurent au nid 11 à 12 semaines.